# Eucera ruficollis
Eucera ruficollis är en biart som först beskrevs av Gaspard Auguste Brullé 1832.  Eucera ruficollis ingår i släktet långhornsbin, och familjen långtungebin. Inga underarter finns listade i Catalogue of Life.